# إيرل بيلي
إيرل بيلي (بالإنجليزية: Earle Bailey)‏ هو سياسي أسترالي، ولد في 5 أكتوبر 1941 في ملبورن في أستراليا. حزبياً، نشط في الحزب الوطني الأسترالي في كوينزلاند ‏. وقد انتخب عضو المجلس التشريعي ولاية كوينزلاند.